# Ledtid
Ledtid är den tid som går från det att en process startar tills den är fullbordad och fyller sitt syfte. Ett exempel är den tid som går mellan det att en vara beställs tills det att den kan användas. Ett sätt att förstå ledtid är att tänka att det är den tid som processens kund måste vänta på att få sitt behov uppfyllt. Begreppet är vanligt inom materialadministration, logistik, företagsekonomi och informationsteknologi. Vanligtvis är kortare ledtider synonymt med en effektivisering eller produktivitetsökning. I lean production eftersträvas bland annat korta ledtider.